# Kizuitara kataomoi
„Kizuitara kataomoi” (jap. 気づいたら片想い) – ósmy singel japońskiego zespołu Nogizaka46, wydany w Japonii 2 kwietnia 2014 roku przez N46Div..
Singel został wydany w czterech edycjach: regularnej (CD) i trzech CD+DVD (Type-A, Type-B, Type-C). Osiągnął 1 pozycję w rankingu Oricon i pozostał na liście przez 21 tygodni, sprzedał się w nakładzie 547 006 egzemplarzy i zdobył status podwójnej platynowej płyty.

## Lista utworów
Wszystkie utwory zostały napisane przez Yasushiego Akimoto.

### Type-A
| CD | CD                                                            | CD             | CD                           | CD      |
| Nr | Tytuł utworu                                                  | Kompozycja     | Aranżacja                    | Długość |
| -- | ------------------------------------------------------------- | -------------- | ---------------------------- | ------- |
| 1. | „Kizuitara kataomoi” (jap. 気づいたら片想い)                  | Akira Sunset   | Atsushi Yuasa                | 4:14    |
| 2. | „Romance no Start” (jap. ロマンスのスタート)                  | Makoto Oshida  | Sosaku Sasaki, Makoto Oshida | 4:02    |
| 3. | „Toiki no Method” (jap. 吐息のメソッド)                       | Akihito Tanaka | TATOO                        | 4:19    |
| 4. | „Kizuitara kataomoi” (jap. 気づいたら片想い) (off vocal ver.) | Akira Sunset   | Atsushi Yuasa                | 4:14    |
| 5. | „Romance no Start” (jap. ロマンスのスタート) (off vocal ver.) | Makoto Oshida  | Sosaku Sasaki, Makoto Oshida | 4:02    |
| 6. | „Toiki no Method” (jap. 吐息のメソッド) (off vocal ver.)      | Akihito Tanaka | TATOO                        | 4:19    |

| DVD | DVD                                                                     | DVD     |
| Nr  | Tytuł utworu                                                            | Długość |
| --- | ----------------------------------------------------------------------- | ------- |
| 1.  | „Kizuitara kataomoi” (jap. 気づいたら片想い) (Music Video)              | 9:05    |
| 2.  | „Romance no Start” (jap. ロマンスのスタート) (Music Video)              | 4:57    |
| 3.  | „Creator's Etude Ueda Makoto Hen” (jap. Creator's Etude 上田誠 編)      | 18:01   |
| 4.  | „Creator's Etude Gonpa Naruhiro Hen” (jap. Creator's Etude 権八成裕 編) | 18:49   |
| 5.  | „Creator's Etude Miki Satoshi Hen” (jap. Creator's Etude 三木聡 編)     | 20:56   |

### Type-B
| CD | CD                                                            | CD            | CD                           | CD      |
| Nr | Tytuł utworu                                                  | Kompozycja    | Aranżacja                    | Długość |
| -- | ------------------------------------------------------------- | ------------- | ---------------------------- | ------- |
| 1. | „Kizuitara kataomoi” (jap. 気づいたら片想い)                  | Akira Sunset  | Atsushi Yuasa                | 4:14    |
| 2. | „Romance no Start” (jap. ロマンスのスタート)                  | Makoto Oshida | Sosaku Sasaki, Makoto Oshida | 4:02    |
| 3. | „Kodoku kyōdai” (jap. 孤独兄弟)                               | Soulife       | Soulife                      | 3:57    |
| 4. | „Kizuitara kataomoi” (jap. 気づいたら片想い) (off vocal ver.) | Akira Sunset  | Atsushi Yuasa                | 4:14    |
| 5. | „Romance no Start” (jap. ロマンスのスタート) (off vocal ver.) | Makoto Oshida | Sosaku Sasaki, Makoto Oshida | 4:02    |
| 6. | „Kodoku kyōdai” (jap. 孤独兄弟) (off vocal ver.)              | Soulife       | Soulife                      | 3:57    |

| DVD | DVD                                                                     | DVD     |
| Nr  | Tytuł utworu                                                            | Długość |
| --- | ----------------------------------------------------------------------- | ------- |
| 1.  | „Kizuitara kataomoi” (jap. 気づいたら片想い) (Music Video)              | 9:05    |
| 2.  | „Kodoku kyōdai” (jap. 孤独兄弟) (Music Video)                           | 4:51    |
| 3.  | „Creator's Etude Kuramochi Yutaka Hen” (jap. Creator's Etude 倉持裕 編) | 17:41   |
| 4.  | „Creator's Etude Hamaguchi Masaru Hen” (jap. Creator's Etude 濱口優 編) | 18:44   |
| 5.  | „Creator's Etude Yanagisawa Shō Hen” (jap. Creator's Etude 柳沢翔 編)   | 18:04   |

### Type-C
| CD | CD                                                            | CD              | CD                           | CD      |
| Nr | Tytuł utworu                                                  | Kompozycja      | Aranżacja                    | Długość |
| -- | ------------------------------------------------------------- | --------------- | ---------------------------- | ------- |
| 1. | „Kizuitara kataomoi” (jap. 気づいたら片想い)                  | Akira Sunset    | Atsushi Yuasa                | 4:14    |
| 2. | „Romance no Start” (jap. ロマンスのスタート)                  | Makoto Oshida   | Sosaku Sasaki, Makoto Oshida | 4:02    |
| 3. | „Umareta mama de” (jap. 生まれたままで)                       | Shunsuke Tanaka | Hiroaki Suzuki               | 4:42    |
| 4. | „Kizuitara kataomoi” (jap. 気づいたら片想い) (off vocal ver.) | Akira Sunset    | Atsushi Yuasa                | 4:14    |
| 5. | „Romance no Start” (jap. ロマンスのスタート) (off vocal ver.) | Makoto Oshida   | Sosaku Sasaki, Makoto Oshida | 4:02    |
| 6. | „Umareta mama de” (jap. 生まれたままで) (off vocal ver.)      | Shunsuke Tanaka | Hiroaki Suzuki               | 4:42    |

| DVD | DVD                                                                 | DVD     |
| Nr  | Tytuł utworu                                                        | Długość |
| --- | ------------------------------------------------------------------- | ------- |
| 1.  | „Kizuitara kataomoi” (jap. 気づいたら片想い) (Music Video)          | 9:05    |
| 2.  | „Umareta mama de” (jap. 生まれたままで) (Music Video)               | 6:02    |
| 3.  | „Documentary Nogizaka no 4-ri” (jap. ドキュメンタリー・乃木坂の4人) |         |

### Edycja regularna
| CD | CD                                                            | CD               | CD                           | CD      |
| Nr | Tytuł utworu                                                  | Kompozycja       | Aranżacja                    | Długość |
| -- | ------------------------------------------------------------- | ---------------- | ---------------------------- | ------- |
| 1. | „Kizuitara kataomoi” (jap. 気づいたら片想い)                  | Akira Sunset     | Atsushi Yuasa                | 4:14    |
| 2. | „Romance no Start” (jap. ロマンスのスタート)                  | Makoto Oshida    | Sosaku Sasaki, Makoto Oshida | 4:02    |
| 3. | „Dankeschön” (jap. ダンケシェーン)                            | Akira Sunset, C# | Akira Sunset, C#             | 3:42    |
| 4. | „Kizuitara kataomoi” (jap. 気づいたら片想い) (off vocal ver.) | Akira Sunset     | Atsushi Yuasa                | 4:14    |
| 5. | „Romance no Start” (jap. ロマンスのスタート) (off vocal ver.) | Makoto Oshida    | Sosaku Sasaki, Makoto Oshida | 4:02    |
| 6. | „Dankeschön” (jap. ダンケシェーン) (off vocal ver.)           | Akira Sunset, C# | Akira Sunset, C#             | 3:42    |

## Skład zespołu
| „Kizuitara kataomoi” |
| --- |
| - 1. gen.: Manatsu Akimoto, Erika Ikuta, Rina Ikoma, Mahiro Kawamura, Reika Sakurai, Mai Shiraishi, Kazumi Takayama, Nanase Nishino (środek), Nanami Hashimoto, Mai Fukagawa, Hina Higuchi, Sayuri Matsumura, Yumi Wakatsuki, Maaya Wada - 2. gen.: Hinako Kitano, Miona Hori |

| „Romance no Start” |
| --- |
| - 1. gen.: Manatsu Akimoto, Erika Ikuta, Rina Ikoma, Mahiro Kawamura, Reika Sakurai, Mai Shiraishi, Kazumi Takayama, Nanase Nishino (środek), Nanami Hashimoto, Mai Fukagawa, Hina Higuchi, Sayuri Matsumura, Yumi Wakatsuki, Maaya Wada - 2. gen.: Hinako Kitano, Miona Hori |

| „Toiki no Method” |
| --- |
| - 1. gen.: Manatsu Akimoto, Erika Ikuta, Rina Ikoma, Marika Itō, Sayuri Inoue, Mahiro Kawamura, Asuka Saitō, Reika Sakurai, Mai Shiraishi, Kazumi Takayama, Nanase Nishino (środek), Nanami Hashimoto, Mai Fukagawa, Hina Higuchi, Minami Hoshino, Sayuri Matsumura, Yumi Wakatsuki, Maaya Wada - 2. gen.: Hinako Kitano, Miona Hori |

| „Kodoku kyōdai”                            |
| ------------------------------------------ |
| - 1. gen.: Mai Shiraishi, Nanami Hashimoto |

| „Umareta mama de” |
| --- |
| - 1. gen.: Rena Ichiki, Nene Itō, Marika Itō (środek), Sayuri Inoue, Misa Etō, Hina Kawago, Asuka Saitō, Chiharu Saitō, Yūri Saitō, Seira Nagashima, Kana Nakada, Himeka Nakamoto, Ami Nōjo, Seira Hatanaka, Minami Hoshino, Rina Yamato - 2. gen.: Mai Shinuchi |

| „Dankeschön” |
| --- |
| - 1. gen.: Erika Ikuta (środek), Rina Ikoma, Reika Sakurai, Nanase Nishino, Mai Fukagawa, Sayuri Matsumura, Yumi Wakatsuki - 2. gen.: Miona Hori |

## Notowania
| Lista                             | Pozycja |
| --------------------------------- | ------- |
| Oricon Weekly Singles Chart       | 1       |
| Oricon Yearly Singles Chart       | 10      |
| Billboard Japan Hot 100           | 1       |
| Billboard Japan Hot Singles Sales | 1       |